# Dziesięcioro przykazań (film 1923)
Dziesięcioro przykazań (ang. The Ten Commandments) – amerykański niemy ˞dramat religijny z 1923 w reżyserii Cecila B. DeMille’a. Jest to pierwszy film z tzw. cyklu biblijnego DeMille’a, na który składają się Król królów (1927) oraz Pod znakiem Krzyża (1932).
Film składa się z dwóch części – prologowi poświęconemu Mojżeszowi oraz części właściwej, w której reżyser mówi o znaczeniu dekalogu w świecie współczesnym. Sceny przejścia przez Morze Czerwone zostały zrealizowane z użyciem efektów specjalnych i w kolorze.
Stał się najbardziej dochodowym filmem 1923 roku, który zarobił ponad 4 miliony dolarów. Był to najbardziej dochodowy film wytwórni Paramount Pictures przez 25 lat do czasu innych produkcji DeMille’a.
W roku 1956 Cecil DeMille zrealizował remake prologu filmu pod tym samym tytułem.

## Fabuła

### Epoka biblijna
W XIII w. p.n.e. Izraelici są zniewoleni pod władzą Ramzesa Wspaniałego, faraona Egiptu. Wyznaczony przez ich Boga prawodawca Mojżesz i jego brat kapłan Aaron proszą faraona o wyzwolenie Izraelitów, lecz spotykają się z kpinami. Bóg sprowadza na Egipt plagi, z których ostatnią jest śmierć pierworodnych, w tym syna faraona. Ramzes wznosi modły do Chepriego o wskrzeszenie syna, jednak bez skutku. Uwalnia więc Izraelitów. Wyzwolony lud pod wodzą Mojżesza wychodzi z Egiptu w poszukiwaniu Ziemi Obiecanej, lecz żądny zemsty faraon wysyła w pogoni wojska. Gdy Izraelici są nad brzegiem Morza Czerwonego, doganiają ich wojenne wozy osobiście kierowane przez faraona. Bóg wówczas stawia przed Egipcjanami ścianę ognia i rozdziela wody morza, przez które bezpiecznie przechodzą Izraelici, a zamyka dopiero, gdy Egipcjanie ruszają za nim, zatapiając faraona i jego wojska.
Trzy miesiące później Izraelici rozbijają obóz pod Górą Synaj, na której szczycie Mojżesz przebywa przez czterdzieści dni, by otrzymać dziesięć przykazań moralnych od Boga. Pod nieobecność Mojżesza Izraelici zmuszają Aarona do stworzenia posągu cielca ze złota jako nowego obiektu kultu i popadają w rozpustę. W jej trakcie Datan odkrywa, że Miriam, siostra Mojżesza stała się trędowata. Skłania ją do błagań Mojżesza o oczyszczenie. Wzburzony sprzeniewierzonymi rodakami Mojżesz rozbija w ich stronę wykute w skale tablice ze spisanymi przykazaniami. Bóg niszczy złotego cielca, a skruszeni Izraelici truchleją na widok jego mocy.

### Epoka nowoczesna
W San Francisco, dwaj bracia McTavish, John i Dan, mieszkają ze swą matką Marthą, gorliwą chrześcijanką. O ile John podąża za naukami Pisma Świętego, tak Dan deklarujący się jako ateista uważa dziesięć przykazań za przeżytek i ślubuje złamać każde z nich. Obaj rywalizują o miłość tej samej dziewczyny – ubogiej Mary Leigh. Wiąże się ona z Danem, jako że jest również niewierząca. Marcie puszczają nerwy, gdy Dan i Mary tańczą w niedzielę, która według Biblii jest dniem świętym. John próbuje załagodzić atmosferę prosząc matkę o łaskę, lecz Dan i Mary uznają, aby się wyprowadzić i wziąć ślub.
Trzy lata później Dan staje się bogatym przedsiębiorcą budowlanym łamiąc kolejne przykazania, tak John nadal pracuje jako ubogi stolarz. Dan otrzymuje kontrakt na budowę katedry. On i jego partner biznesowy inspektor budowlany Redding celowo oszczędzają na materiałach budowlanych, by mieć więcej pieniędzy do wydawania. John zostaje zatrudniony przy nadzorowaniu rusztowań, gdyż Dan chce za jego pośrednictwem dostarczyć prezenty wciąż mającej do niego urazę matce. Dan zdradza Mary z wyrafinowaną pół-Francuzką pół-Chinką Sally Lung o awanturniczej przeszłości. Zaniedbana Mary uskarża się na swą nędzę przed szwagrem. Konflikt potęguje się kiedy John odkrywa, że brat używa przy budowie katedry tandetnych materiałów, co prowadzi do zawalenia się południowej ściany kościoła.
Nieszczęśliwie ofiarą staje się Martha w trakcie zwiedzania terenu budowy. Przed śmiercią mówi Danowi, że jest wszystkiemu winna, gdyż uczyła go, by bał się Boga, zamiast go kochać. Danowi grozi krach finansowy i więzienie. By uniknąć odkrycia skandalu przez demaskatorskie pismo, Redding sugeruje mu łapówkę. Dan nie mając pieniędzy zmusza Sally do zwrotu perłowej kolii podarowanej w czasie jego bogactwa. Wówczas Sally pokazuje mu artykuł z gazety o kobiecie z leprozorium w Molokaʻi będącej nielegalnie w San Francisco. Wyjawia, że ona jest ową kobietą dostawszy się na teren Stanów Zjednoczonych w workach juty przeszmuglowanych przez Dana z Kalkuty i prawdopodobnie zaraziła go trądem. Rozjuszony Dan zabija ją z rewolweru, łamiąc jedyne przykazanie, którego dotąd nie złamał: „Nie zabijaj”.
Przerażony i skruszony Dan spowiada się Mary. Zjawia się policja z nakazem aresztowania, lecz Mary ukrywa męża. Dan ucieka do Meksyku motorówką, jednak przez wzburzone fale morza zbacza z kursu i ginie rozbijając się o skalną wyspę. W tym samym czasie Mary przekonana o tym, że też zaraziła się trądem usiłuje popełnić samobójstwo i dociera do zakładu stolarskiego Johna, by się z nim pożegnać. John zaprasza ją do środka i czyta jej fragment Biblii o tym jak Jezus Chrystus uleczył trędowatą kobietę. W świetle wschodzącego słońca znikają ślady na dłoniach Mary, które brała za oznaki trądu. Ona i John po raz pierwszy spoglądają sobie w oczy w pełnym zrozumieniu.

## Obsada
Epoka biblijna
- Theodore Roberts – Mojżesz
- Charles de Rochefort – faraon Ramzes Wspaniały
- Estelle Taylor – Miriam
- James Neill – Aaron
- Lawson Butt – Datan
- Clarence Burton – nadzorca niewolników
- Julia Faye – żona faraona
- Pat Moore – syn faraona
- Noble Johnson – Brązowy Człowiek

Epoka nowoczesna
- Richard Dix – John McTavish
- Rod La Rocque – Dan McTavish
- Leatrice Joy – Mary Leigh
- Edythe Chapman – Martha McTavish
- Nita Naldi – Sally Lung
- Robert Edeson – inspektor Redding
- Charles Ogle – lekarz
- Clarence Burton – detektyw policji
- Agnes Ayres – Trędowata